# Formateur (politique)
Pour les articles homonymes, voir Formateur.
Le formateur est un homme ou une femme politique désignée par le chef de l'État pour former une coalition gouvernementale après les élections ou après la démission de l'ancien gouvernement. Le rôle du formateur est particulièrement important en Belgique, aux Pays-Bas, au Grand-Duché de Luxembourg, en Israël et en République tchèque. Le formateur existe généralement dans les États disposant d'un régime parlementaire où le pouvoir exécutif dépend fortement du législatif et où les élections se font au système proportionnel, et non par un scrutin majoritaire où la formation d'une équipe gouvernementale est plus aisée. Le formateur forme la plupart du temps un gouvernement de coalition.
Le formateur est en principe issu du parti le plus important de la future coalition et est appelé à devenir le prochain chef de gouvernement. Dans les monarchies constitutionnelles, la nomination du formateur est un des pouvoirs le plus important du souverain et celui où il joue le rôle politique le plus important.

## Belgique
En Belgique, le roi joue un rôle d'initiative et d'influence dans la constitution du gouvernement. Après les élections législatives, il consulte les présidents de la Chambre et du Sénat et les personnalités importantes du pays : présidents de parti, gouverneur de la Banque nationale, …
Un informateur explore les différentes possibilités, en fonction de la force des partis, de leur programme, etc. sauf si le résultat des élections fait apparaître un résultat parlementaire clair. Le Roi désigne dès lors immédiatement un formateur.
Le formateur est la personne nommée par le roi chargée de former le gouvernement fédéral.  Le Roi peut nommer consécutivement plusieurs formateurs.
Le rôle du formateur est de parvenir à un accord de gouvernement c'est-à-dire sur la composition du gouvernement et sur les objectifs que se fixe la future coalition.
Les négociations avec les présidents de partis portent sur la composition concrète du gouvernement : répartition des mandats entre partis, répartition des ministres, noms des candidats pour chaque poste.
Le formateur propose la nouvelle équipe gouvernementale au roi. Il devient en principe Premier ministre.
Les ministres désignés prêtent serment auprès du roi, se réunissent en Conseil et rédigent la déclaration gouvernementale.

## Pays-Bas
Aux Pays-Bas, tous les gouvernements depuis 1945 ont été soutenus par une coalition d'au moins deux partis.
Dans l'objectif de constituer un cabinet, un (ou plusieurs) « informateur » est d'abord désigné. Il s'agit le plus souvent d'une personnalité respectée au sein de son parti, membre de la Première Chambre des États généraux ou du Conseil d'État, voire d'un ministre d'État. Il est chargé d'établir la formule de coalition ayant le plus de probabilité de réussite, puis d'établir les bases communes du programme gouvernemental et la répartition des ministères.
Une fois cette mission réussie, il cède la place au « formateur ». Ce dernier affine les détails de l'accord de majorité et établit la liste précise des postes ministériels et de leurs titulaires. Il est ensuite nommé Premier ministre.
En 2012, deux changements majeurs sont intervenus. En premier lieu, l'apparition de l'« éclaireur », qui reprend les missions de l'informateur concernant la recherche de la meilleure coalition possible. Ensuite, le retrait du monarque de la procédure, puisque l'ensemble du processus de constitution du cabinet est désormais supervisé par le président de la Seconde Chambre des États généraux, en lien avec les groupes politiques.

### Au niveau provincial et communal
Un formateur peut aussi être nommé dans la politique provinciale et communale. Jadis, les négociations étaient menées par le plus grand parti; mais en cas de négociations particulièrement ardues, un formateur peut être nommé afin de présider les négociations alors qu'il adopte une position neutre. La différence avec le formateur national est que le formateur local n'est pas au service du Roi mais du bourgmestre ou du commissaire du Roi.